# Ácido fluorossulfúrico
Ácido fluorossulfúrico é considerado um superácido e é formado pela reação do trióxido de enxofre - SO3 - com o ácido fluorídrico.  É um dos mais fortes ácidos comercialmente disponíveis.

## Propriedades químicas
O ácido fluorossulfónico é um líquido incolor de baixa viscosidade. É solúvel em solventes orgânicos polares (entre outros o nitrobenzeno , ácido acético e acetato de etilo ), mas é pouco solúvel em solventes não polares, tais como alcanos. Apresente elevada acidez, e é solúvel quase em todos os compostos orgânicos, mesmo aqueles que são fracos receptores de prótons.. O FSO 3 H é hidrolisado lentamente para HF e ácido sulfúrico. O ácido tríflico CF 3 SO 3 H, que está relacionada com ele, retém a acidez elevada da FSO 3 H mas é hidroliticamente estável.
2 HSO3F  [H2SO3F]+ + [SO3F]−           K = 4.0 × 10−8 (at 298 K)

## Produção
O ácido fluorossulfónico é preparado pela reação de HF com óxido de enxofre (VI) : SO 3 + HF → FSO 3 H. Alternativamente, KHF2 ou CaF2 podem ser tratados com ácido sulfúrico fumante a 250 ° C. Uma vez libertado do HF por deslocamento com um gás inerte, de FSO3 H pode ser destilado num aparelho de vidro.
SO3 + HF → HSO3F

## Segurança
O ácido fluorossulfónico é considerado altamente tóxico e corrosivo. Seu manuseio requer recipientes de PTFE ou níquel, pois o composto ataca o vidro e plásticos comuns.